# Candle Records
Candle Records fue una compañía discográfica independiente fundada en Melbourne, Australia en septiembre de 1994 por Chris Crouch.

## Historia
El sello discográfico se centró especielmente en el panorama musical australiano, funcionando más como una cooperativa que como una corporación. Las bandas se apoyaban unas a otras en la promoción de sus trabajos y organizaban conciertos conjuntos. El primer lanzamientos del sello fue el EP de The Simpletons, The Nod, en octubre de 1994, seguido ese mismo año de Boondoggle de The Lucksmiths.
Candle realizó más de cien lanzamientos discográficos. La compañía se hizo cargo además de la tienda de discos PolyEster Records, en el centro de Melbourne y llegaron a abrir una oficina en Sídney. Crouch decidió cerrar el sello el 31 de marzo de 2007. El último trabajo publicado por Candle fue el sencillo "Elbows" de Darren Hanlon en febrero de 2007.
Justo antes de cerrar la compañía, Candle organizó una gira de despedida que recorrió la costa este australiana, comenzando en Brisbane, pasando por Sídney y culminando en Melbourne. Los conciertos contaron con la participación de algunos de los artistas habituales del sello, como The Lucksmiths, Darren Hanlon, Anthony Atkinson, The Clouds, Mid-State Orange y The Small Knives. Los  conciertos de Sídney y Melbourne culminaron con un elenco de artistas cantando juntos el tema de Michael Jackson, "We Are The World".